# ヨアン・サルミエ
ヨアン・サルミエ（（フランス語: Yoann Salmier、1992年11月21日 - ）は、フランス領ギアナとフランスのサッカー選手。フランス領ギアナ代表。ポジションはDF。

## クラブ歴
2014年にRCストラスブールで選手となった。2018-19シーズンにトロワACに期限付き移籍すると、翌年6月に3年契約で完全移籍した。

## 代表歴
2016年6月7日に行われたカリビアンカップ2017予選のドミニカ共和国代表戦でフランス領ギアナ代表初出場を記録した。